# Хеди Аннаби
Хеди Аннаби (араб. هادي عنابي‎, фр. Hédi Annabi; 4 сентября 1943 — 12 января 2010) — тунисский дипломат, специальный представитель Генерального секретаря Организации Объединенных Наций, глава миротворческой миссии ООН по стабилизации на Гаити (МООНГ / UNMIH) (с сентября 2007 по январь 2010).

## Биография
Получил прекрасное образование. Получил научную степень доктора политологии в Парижском Институте политических исследований, степень в области английского языка и литературы в университете Туниса, а также степень дипломированного магистра международных отношений в Женевском институте международных отношений.
Работал дипломатическим советником премьер-министра Туниса.
С 1979 до 1981 года — генеральный директор информационного агентства Туниса — Тунис Африк Пресс (ТАП).
С февраля 1981 служил в качестве главного сотрудника Канцелярии Специального представителя Генерального секретаря ООН по гуманитарным вопросам в Юго-Восточной Азии. Впоследствии, был назначен директором Управления. С 1982 по 1991 год, занимался претворением в жизнь усилий Генерального секретаря и его Специального представителя по содействию всеобъемлющему политическому урегулированию камбоджийской проблемы (ПМООНК / UNAMIC). После заключения соглашения в Париже в октябре 1991 года принимал участие в подготовке к созданию Временного органа Организации Объединенных Наций в Камбодже и подготовке к формированию переходной администрации в этой стране.
С 1992 служил в Департамент операций ООН по поддержанию мира.
В 1993—1996 годах — директор Африканского отдела.
С 1997 по 2007 год — помощник Генерального секретаря ООН в департаменте операций по поддержанию мира.
С сентября 2007 по январь 2010 — глава миротворческой миссии ООН по стабилизации на Гаити (МООНГ / UNMIH).
В числе 49 сотрудников миссии ООН по стабилизации ситуации на Гаити, глава миссии тунисский дипломат Аннаби погиб во время землетрясения на Гаити 2010 года, находился в обрушившемся здании штаб-квартиры ООН в Порт-о-Пренсе.